# Macquarieinsel
Die Macquarieinsel (englisch Macquarie Island oder kurz Macca) ist eine zum australischen Bundesstaat Tasmanien gehörende Insel im südlichen Pazifischen Ozean, benannt nach Lachlan Macquarie, einem der frühen Gouverneure von New South Wales. Die Insel gehört wegen ihrer geologischen Bedeutung seit 1997 zum Weltnaturerbe. Sie ist einer der wenigen Orte auf der Erde, auf denen die ozeanische Erdkruste über die Wasseroberfläche gehoben wurde. In dem kühlen und maritimen Klima wachsen Pflanzen, wie sie ähnlich in der Tundra vorkommen.
Die Insel gehört zum Verwaltungsgebiet der Huon Valley Municipality. Sie ist bis auf die permanent besetzte Macquarie-Station unbesiedelt.

## Geographie
Die Macquarieinsel befindet sich etwa 1500 km südöstlich von Tasmanien und etwa 1300 km nördlich der Antarktis. Die 128 km² große Insel ist etwa 5 km breit und 34 km lang. Sie ist der höchste Kamm des unter Wasser liegenden Macquarie-Rückens, der durch das Aufeinandertreffen von Australischer und Pazifischer Platte entstanden ist, und erreicht im Mount Hamilton im Süden der Insel eine Höhe von 433 m über dem Meer.
320 Meter westlich der Küste beim North Head, der Nordspitze der Insel auf der North Head Peninsula, liegt der 25 Meter hohe Felsen Anchor Rock.
Ebenfalls auf dem Macquarie-Rücken liegen die Felsinselgruppen Judge- und Clerkinseln (13,9 km nördlich der Macquarieinsel) und Bishop- und Clerkinseln (28,4 km südlich). Nicht zu dieser geologischen Formation gehören die ca. 600 km nordöstlich gelegenen Aucklandinseln, die zu Neuseeland gehörige nächstgröße Inselgruppe.

### Klima
Die Insel liegt nach solaren Kriterien am polnahen Rand der kühlgemäßigten Klimazone (auf dem gleichen Breitengrad wie die Insel Amrum auf der Nordhalbkugel, klimatisch jedoch eher vergleichbar mit der Südküste Islands). Aufgrund des prägenden ozeanischen Einflusses – der über das Jahr nur sehr geringe Temperaturschwankungen und permanente Feuchtigkeit verursacht – wird die thermische Zuordnung uneinheitlich von kühl- über kaltgemäßigt bis (sub)polar vorgenommen. Nach Köppen & Geiger herrscht Tundrenklima, da der wärmste Monat zwischen 0 ° und 10 °C liegt. Eine genauere hygrothermische Zuordnung nehmen Troll & Paffen vor: Demnach handelt es sich um ein subpolares, hochozeanisches Klima mit Jahresschwankungen unter 13 K, mäßig kalten, schneearmen Wintern und kühlen Sommern, die als Vegetation nur baumfreie, tundrenähnliche Vegetation zulassen.
Das Klima der Insel ist feucht, stürmisch und kühl. Je nach Höhenlage liegt die Jahresmitteltemperatur zwischen 0 und 4,4 Grad Celsius. Eine andauernde Bedeckung mit Schnee und Eis gibt es nicht.
|                       | Jan | Feb | Mär | Apr | Mai | Jun | Jul | Aug | Sep | Okt | Nov | Dez |   |      |
| Mittl. Tagesmax. (°C) | 8,8 | 8,8 | 8,1 | 6,9 | 5,9 | 5,2 | 5,1 | 5,2 | 5,4 | 5,8 | 6,6 | 7,9 | ⌀ | 6,6  |
| Mittl. Tagesmin. (°C) | 5,4 | 5,5 | 4,8 | 3,6 | 2,5 | 1,7 | 1,8 | 1,7 | 1,5 | 1,9 | 2,7 | 4,3 | ⌀ | 3,1  |
|                       |     |     |     |     |     |     |     |     |     |     |     |     |   |      |
| Niederschlag (mm)     | 83  | 82  | 94  | 91  | 77  | 74  | 67  | 65  | 72  | 72  | 69  | 73  | Σ | 919  |
|                       |     |     |     |     |     |     |     |     |     |     |     |     |   |      |
| Sonnenstunden (h/d)   | 3,2 | 3,4 | 2,6 | 1,8 | 1,0 | 0,6 | 0,8 | 1,4 | 2,1 | 2,9 | 3,4 | 3,4 | ⌀ | 2,2  |
|                       |     |     |     |     |     |     |     |     |     |     |     |     |   |      |
| Regentage (d)         | 19  | 18  | 19  | 20  | 19  | 18  | 17  | 17  | 18  | 18  | 17  | 16  | Σ | 216  |
|                       |     |     |     |     |     |     |     |     |     |     |     |     |   |      |
| Luftfeuchtigkeit (%)  | 88  | 88  | 88  | 88  | 88  | 88  | 88  | 88  | 86  | 85  | 86  | 87  | ⌀ | 87,3 |

| 5,4 |

| 5,5 |

| 4,8 |

| 3,6 |

| 2,5 |

| 1,7 |

| 1,8 |

| 1,7 |

| 1,5 |

| 1,9 |

| 2,7 |

| 4,3 |

| 5,4 |

| 5,5 |

| 4,8 |

| 3,6 |

| 2,5 |

| 1,7 |

| 1,8 |

| 1,7 |

| 1,5 |

| 1,9 |

| 2,7 |

| 4,3 |

### Geologie
Der geologische Aufbau der Insel ist hauptsächlich von Magmatiten geprägt. Im Verlauf der Discovery-Expedition wurden hier Handstücke aus Dolerit und basaltischem Gestein gesammelt. Später beschrieb Patrick Marshall weitere Gesteinsfunde als Diabas, Porphyrit und vulkanisches Glas. Der größte Teil der Inseloberfläche ist mit Torfböden bedeckt.

## Geschichte
Entdeckt wurde die Macquarieinsel zufällig am 11. Juli 1810 von dem Australier Frederick Hasselburg, der zuvor bereits Campbell Island entdeckt hatte, bei der Suche nach neuen Jagdgründen für den Robbenfang. Er beanspruchte die Insel am 11. Juli 1810 zunächst für Großbritannien. Erstmals kartographiert wurde sie von Fabian Gottlieb von Bellingshausen, der im Auftrag des russischen Zaren Alexander I. das Gebiet erforschte. Er landete am 28. November 1820 auf der Insel, legte ihre geographische Position fest und tauschte mit den dort angetroffenen Robbenfängern Rum und Nahrungsmittel gegen Exemplare der einheimischen Tierwelt.
Durch die Robbenjagd in der ersten Hälfte des 19. Jahrhunderts wurden die Seebären der Insel ausgerottet. Allein im ersten Jahr der Robbenjagd wurden 80.000 Pelzrobben erlegt. Um welche auf Macquarie ausgerottete Pelzrobbenart es sich handelt, ist unklar. Die Bestände von See-Elefanten und Haubenpinguinen gingen deutlich zurück. 1870 wurden Kaninchen auf die Insel eingeführt. Weitere eingewanderte Tierarten waren die bereits 1820 von Bellingshausen erwähnten verwilderten Katzen, die 1867 auf die Insel gebrachten Wekarallen und ebenfalls mit den Menschen hierher gelangte Ratten und Mäuse. Ab 1950 wurden Stockenten angesiedelt. Die neuen Tierarten hatten erhebliche Auswirkungen auf die einheimischen Tierbestände. Die Kaninchen verursachten große Schäden an der Vegetation der Insel. Infolge der Veränderungen starben zwei einheimische Arten aus. Das betraf die Macquarie-Bindenralle, eine nur auf Macquarie vorkommende Unterart der Bindenralle, sowie den ebenfalls hier endemischen Macquarie-Ziegensittich (Cyanoramphus erythrotis) aus der Gattung der Laufsittiche.
Die Insel wurde nach ihrer Entdeckung zunächst unter die Verwaltung des australischen Bundesstaates New South Wales gestellt. Im Jahr 1890 wurde sie dem australischen Bundesstaat Tasmanien zugeordnet. Die zwischen 1889 und 1897 unternommenen Versuche Neuseelands, die Kontrolle über die Insel zu erlangen, blieben erfolglos. Zwischen 1902 und 1920 wurde die Insel an Joseph Hatch (1837–1928) verpachtet, der dort seit 1889 Industrieanlagen zur Gewinnung von Öl aus Pinguinen betrieb. Zwischen 1911 und 1914 befand sich auf der Macquarieinsel eine der drei Basen für die Australasiatische Antarktisexpedition unter dem Kommando von Douglas Mawson (1882–1958). Die meteorologische Station stand von 1911 bis 1913 unter Führung von George Ainsworth. Von 1913 bis 1914 wurde sie von Harold Power geleitet und von 1914 bis zu ihrer Schließung im Jahr 1915 von Arthur Tulloch. Im Jahr 1933 wurde die Macquarieinsel als Wildreservat erstmals unter Naturschutz gestellt. Am 26. Dezember 1947 wurde die Insel schließlich dem australischen Staat übereignet. Am 25. Mai 1948 wurde durch die Australian National Antarctic Research Expeditions (ANARE) eine Forschungsstation auf der Insel eröffnet.

## Neuzeit

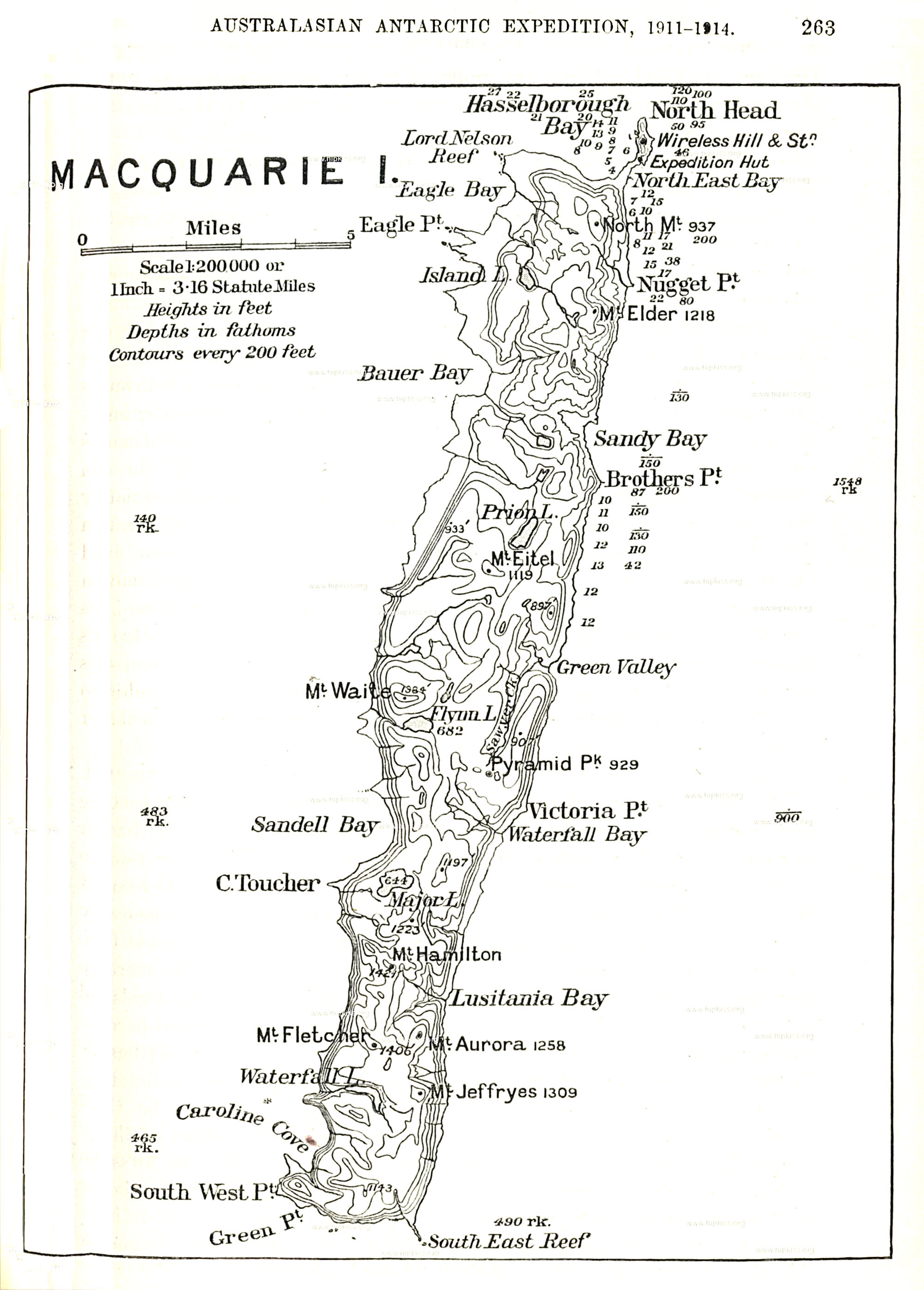
Karte von 1914

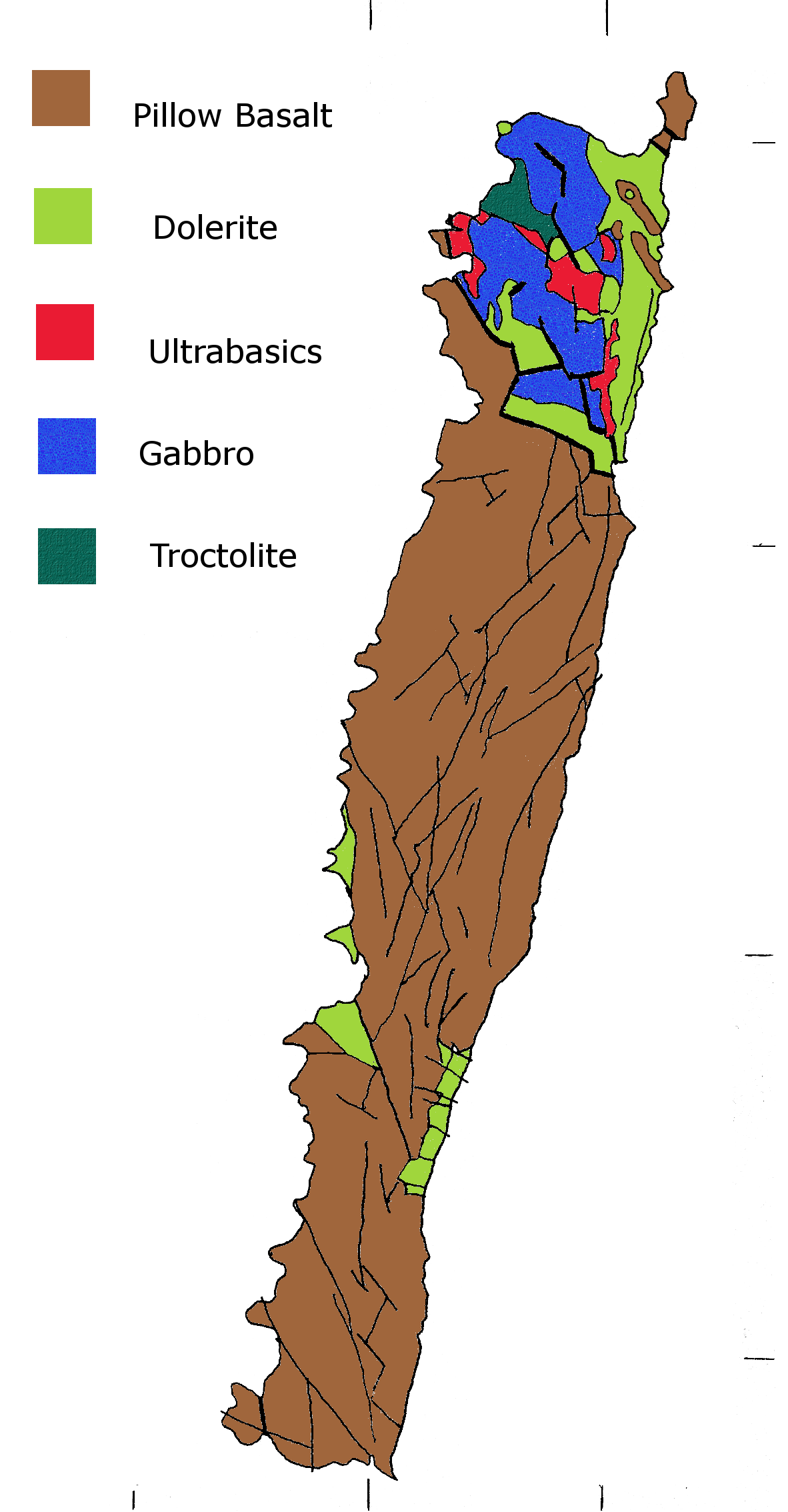
Geologische Karte

Seit 1978 ist die Macquarieinsel ein staatliches Naturreservat Tasmaniens, das Macquarie Island Nature Reserve, und seit 1999 ein Bestandteil eines Meeresschutzgebiets der australischen Zentralregierung im 162.000 km² großen Macquarie Island Commonwealth Marine Reserve.
Die Australian Antarctic Division (AAD) besitzt eine permanente Basis, die Macquarie-Station, auf der Insel, die seit 1997 Teil des UNESCO-Weltnaturerbes ist. Jedes Frühjahr landen hier Tausende von Seevögeln zum Brüten, wie Königs-, Esels- und Felsenpinguine. Von Biologen werden insbesondere die Lebensweisen von Haubenpinguinen und See-Elefanten studiert. In den Sommermonaten leben und arbeiten etwa 40 Menschen auf der Insel, in den Wintermonaten etwa 20 Menschen (Stand: 2004). Im Dezember 1987 sank das Schiff Nella Dan vor der Insel.
Am 23. Dezember 2004 ereignete sich ein von der Weltöffentlichkeit kaum beachtetes Erdbeben der Stärke 8,1, das keine größeren Schäden verursachte. Manche Geologen nehmen an, dass dieses Beben ein mehr oder weniger direkter Auslöser des Seebebens im Indischen Ozean am 26. Dezember 2004 war.
Im September 2006 verursachten Kaninchen in der Lusitania-Bucht an der Ostküste der Insel eine schwere Hangrutschung. Dabei wurden unzählige Vögel, insbesondere Pinguine, die an dieser Bucht brüteten, getötet. Die Kaninchen hatten den Boden so stark durchwühlt, dass er infolge des starken Regens, der während des Frühlings auftritt, ins Rutschen geriet.
Hintergrund dieses Vorfalls ist, dass bis zum Jahr 2000 alle 160 zuvor auf der Insel lebenden verwilderten Hauskatzen abgeschossen worden waren. Daraufhin vermehrten sich die Kaninchen von etwa 4.000 Exemplaren im Jahr 2000 auf rund 130.000 Ende 2008. Deren Baue und Fressverhalten zerstörten bis dahin rund 40 Prozent der Vegetation.
Infolgedessen wurde ab 2007 ein Programm begonnen, das die Ausrottung nicht nur der Kaninchen, sondern auch von Schiffsratten und Mäusen zum Ziel hatte und bis 2015 abgeschlossen sein sollte. Am 22. April 2011 landete ein australisches Team auf der Insel. Mit Hubschraubern wurden 300 Tonnen Köder ausgebracht, die unter anderem mit dem RHD-Virus (Rabbit Haemorrhagic Disease Virus) kontaminiert waren. Anschließend wurden die Inseln drei Jahre lang von einem Team aus zwölf Jägern und elf speziell ausgebildeten Hunden überwacht. Im Juli 2014 wurde das Projekt offiziell erfolgreich abgeschlossen.

## Flora und Fauna
Die subantarktischen Wiesen der Insel werden aufgrund ihres Erscheinungsbildes zum Teil als Tundra bezeichnet, obwohl das mildere Klima und die fehlenden Permafrostböden deutlich vom typischen Tundrenklima abweichen. Die Zuordnung der Vegetation ist daher in der Literatur uneinheitlich. Auf Macquarie wurden 35 Arten von Blütenpflanzen gefunden, darunter Tussock (sowohl Poa foliosa als auch Poa cookii), Macquariekohl (Stilbocarpa polaris) und Azorella.
Auf der Insel finden sich auch wieder Pelzrobben sowie der Subantarktische Seebär ein. In der Vogelwelt sind die endemische Macquariescharbe (Phalacrocorax purpurascens) sowie die Augenbrauenente zu erwähnen. Der Haubenpinguin brütet fast ausschließlich auf dieser Insel. Die auf der Insel heute auch vorkommenden Singvögel Birkenzeisig und Star sind von Neuseeland aus eingewandert, wohin sie jedoch von Menschen aus Europa gebracht worden waren.

## Tourismus
Gelegentlich wird die Insel von Schiffen auf sogenannten Expeditions-Kreuzfahrten angesteuert.

## Weltnaturerbe
Die Macquarieinsel wurde 1997 aufgrund eines Beschlusses der 21. Sitzung des Welterbekomitees in die Liste des UNESCO-Welterbes eingetragen. Nachdem ein Jahr später auch die benachbarten subantarktischen Inseln Neuseelands in das Welterbe aufgenommen wurden, ermunterte das Welterbekomitee Neuseeland und Australien dazu, die Welterbestätten zu einer gemeinsamen transnationalen Welterbestätte zusammenzufassen. Das ist aber noch nicht erfolgt.
Die Eintragung erfolgte aufgrund der Kriterien (vii) und (viii). Zur Begründung der herausragenden universellen Bedeutung der Insel heißt es unter anderem:

„Macquarie Island hat aus zwei Gründen einen herausragenden universellen Wert. Erstens bietet sie eine einzigartige Gelegenheit, die geologischen Merkmale und Prozesse der ozeanischen Krustenbildung und die Plattengrenzendynamik im Detail zu studieren, da sie die einzige Stelle auf der Erde ist, an der Gesteine aus dem Erdmantel aktiv über dem Meeresspiegel freigelegt sind. Zu diesen einzigartigen Aufschlüssen gehören ausgezeichnete Beispiele von Kissenbasalten und anderen Extrusionsgesteinen. Zweitens bietet die abgelegene und windgepeitschte Landschaft mit ihren schroffen Steilhängen, Seen und dramatischen Veränderungen der Vegetation ein herausragendes Schauspiel wilder, natürlicher Schönheit, ergänzt durch große Ansammlungen von wildlebenden Tieren wie Pinguinen und Robben.“

Die Welterbestätte umfasst neben der Macquarieinsel auch die Judge- und Clerkinseln und die Bishop- und Clerkinseln sowie ein sie in einem Umkreis von 12 Seemeilen umgebenden Meeresgebiet. Das Schutzgebiet hat eine Landfläche von 12.785 Hektar. Zusammen mit dem sie umgebenden Meeresgebiet ergibt sich eine Gesamtfläche von 557.280 Hektar.

## Galerie

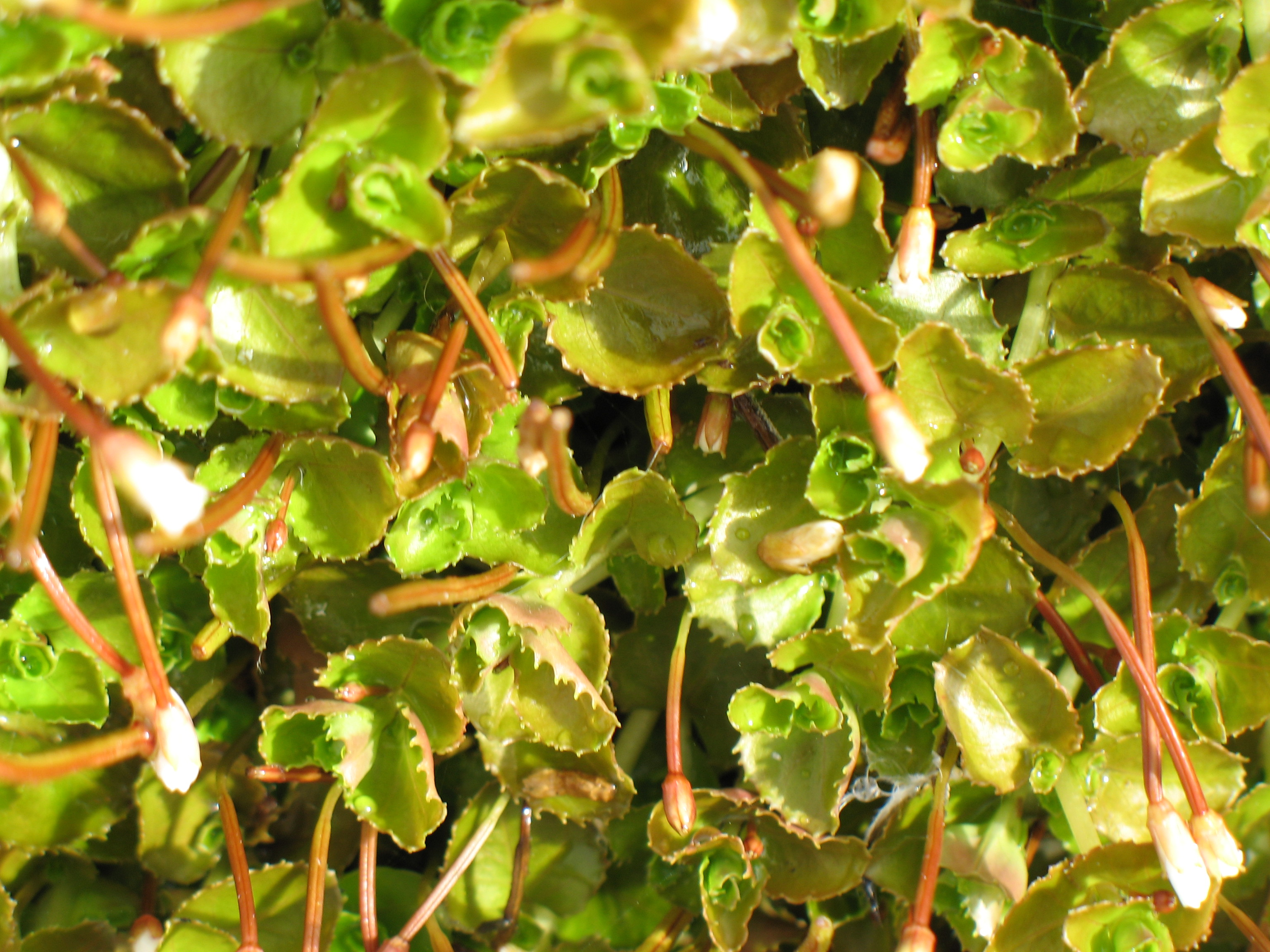
Flora
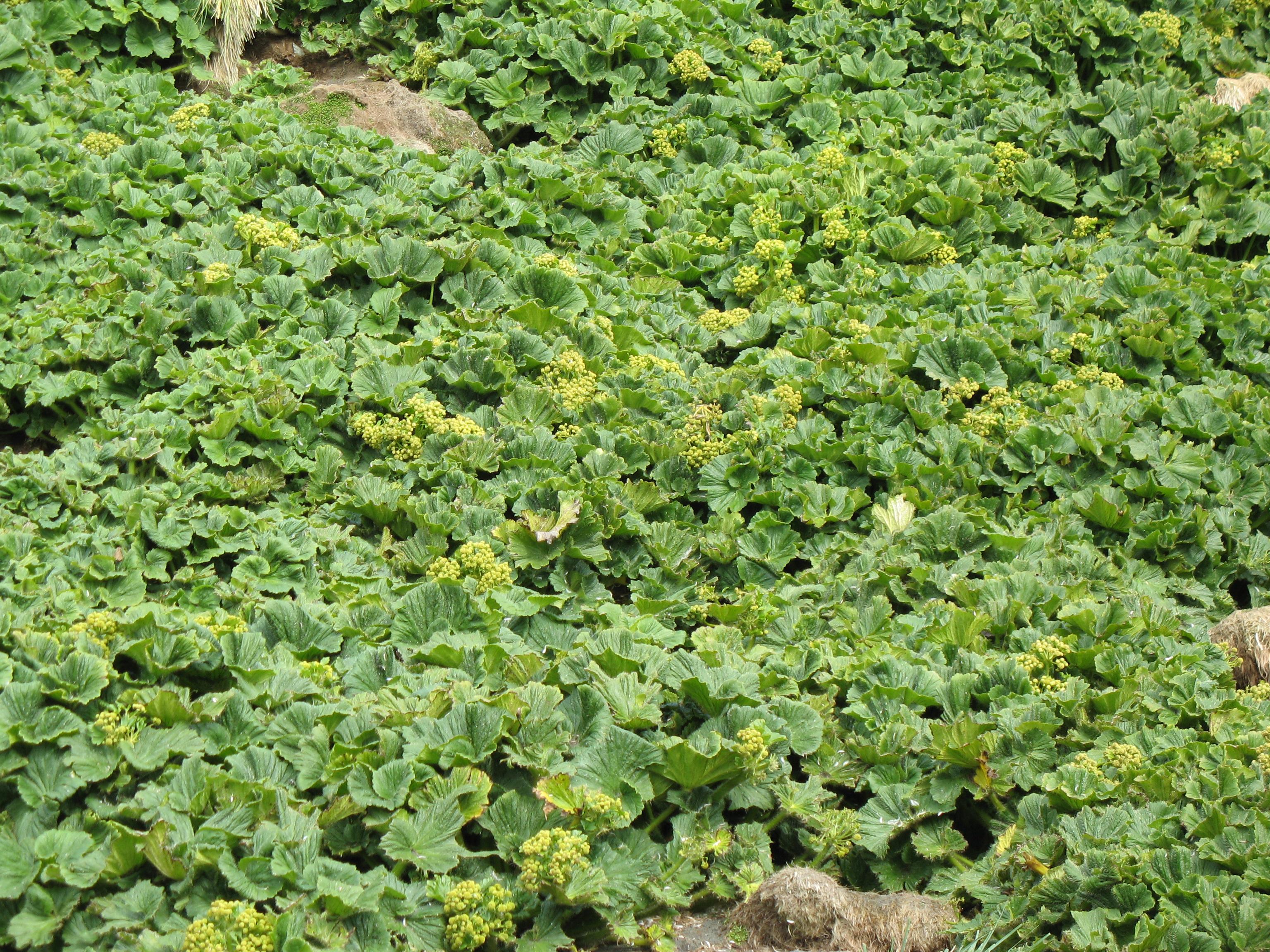
Flora etwas landeinwärts
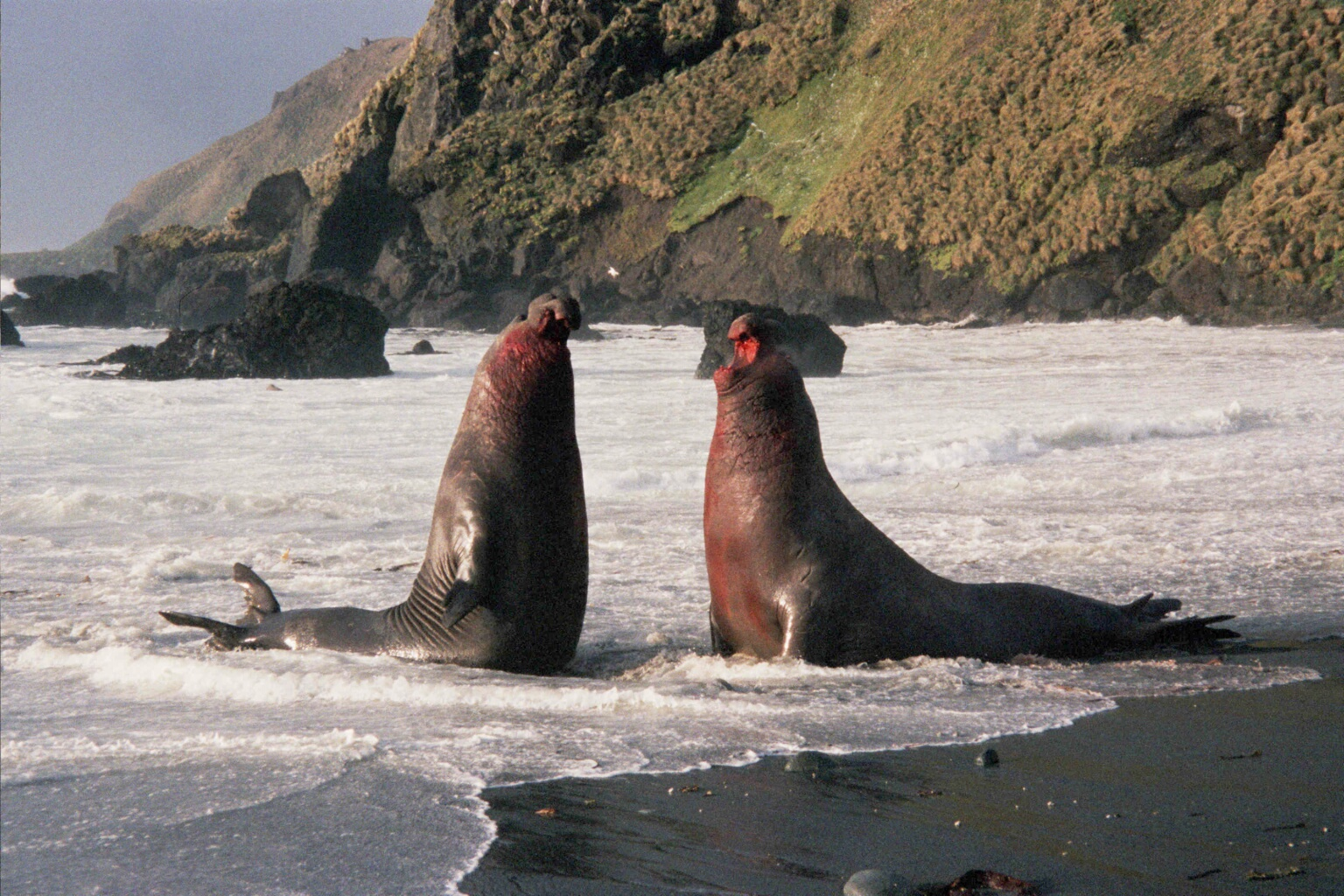
Kämpfende männliche See-Elefanten
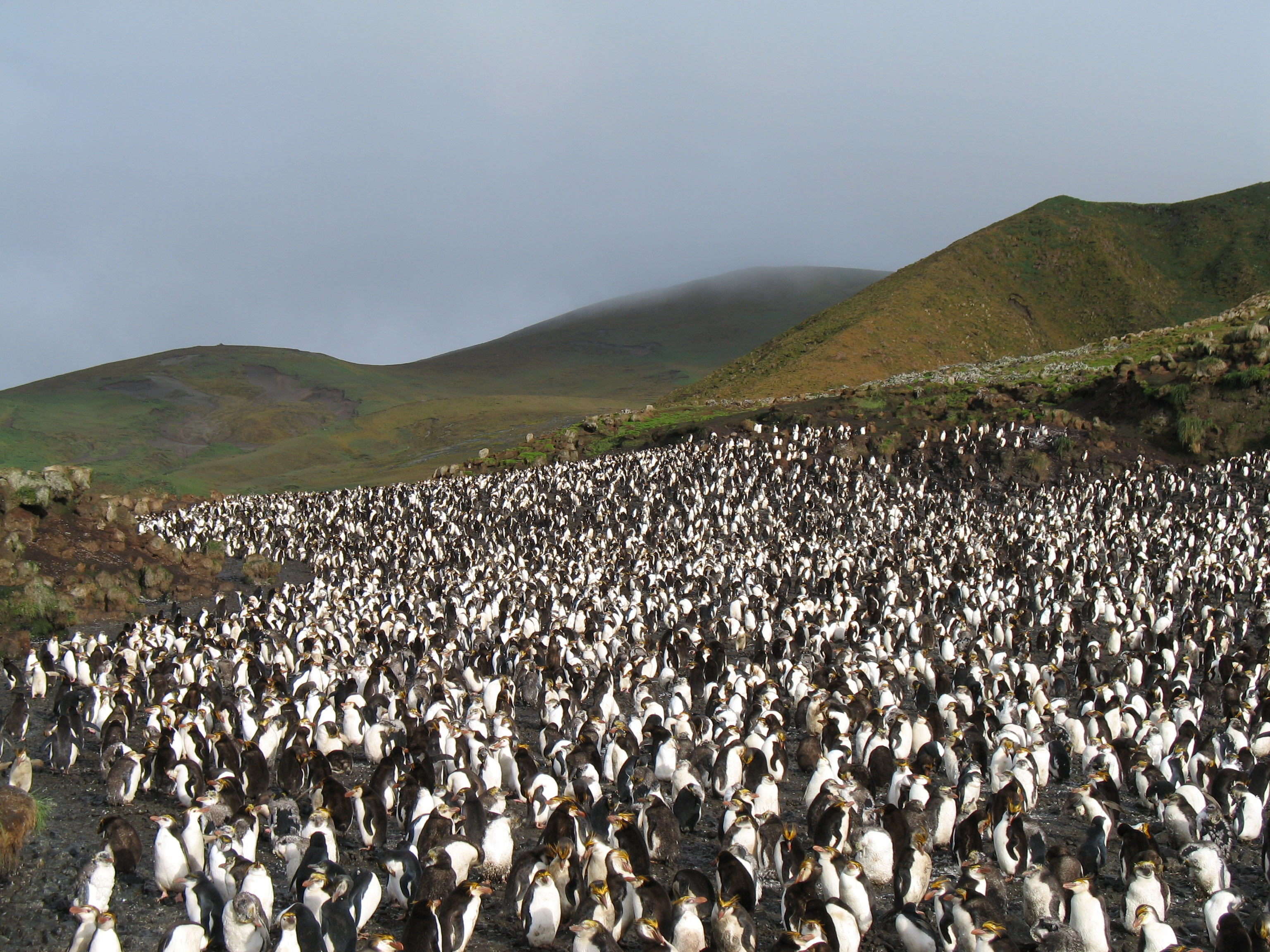
Haubenpinguin-Kolonie
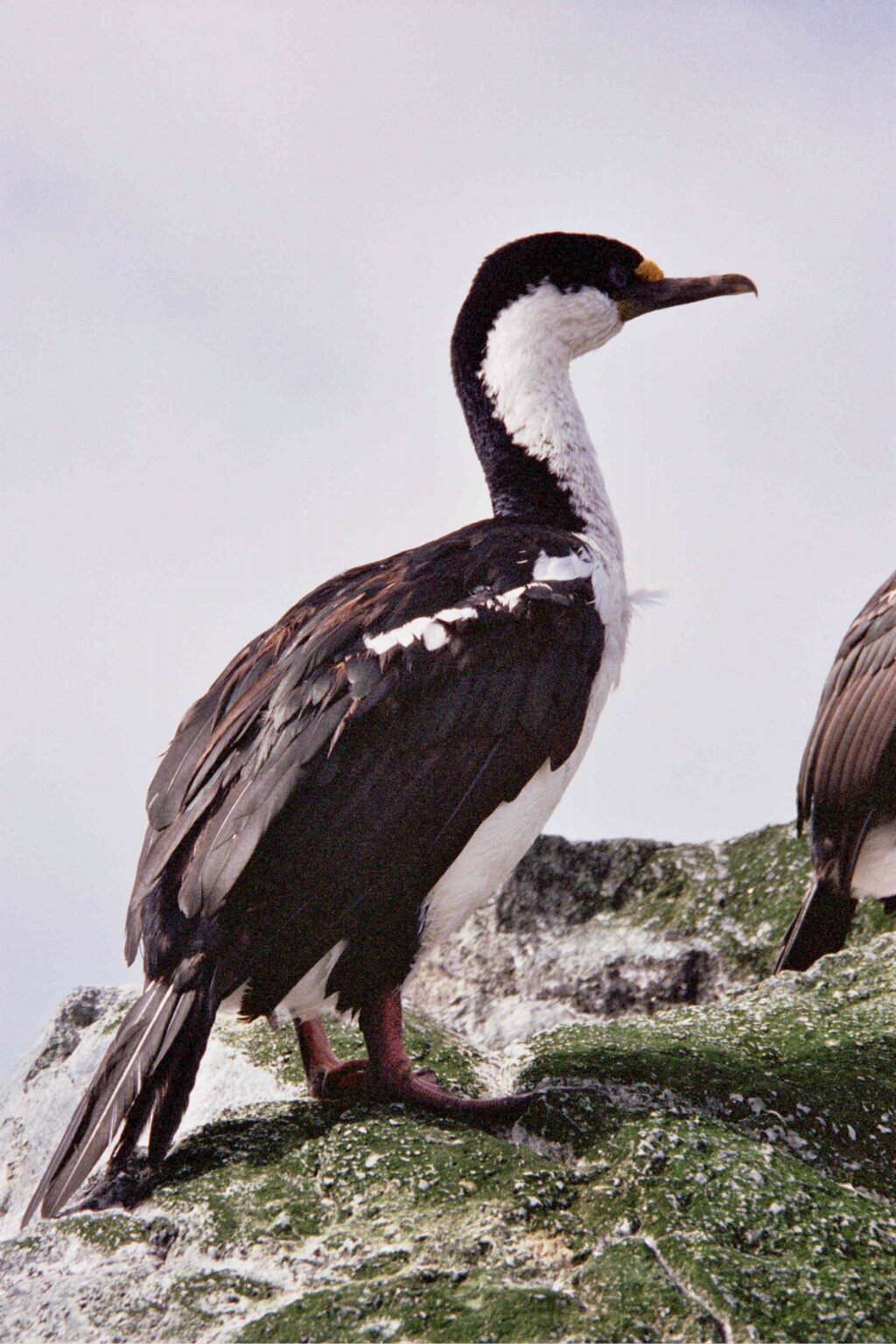
Macquariescharbe
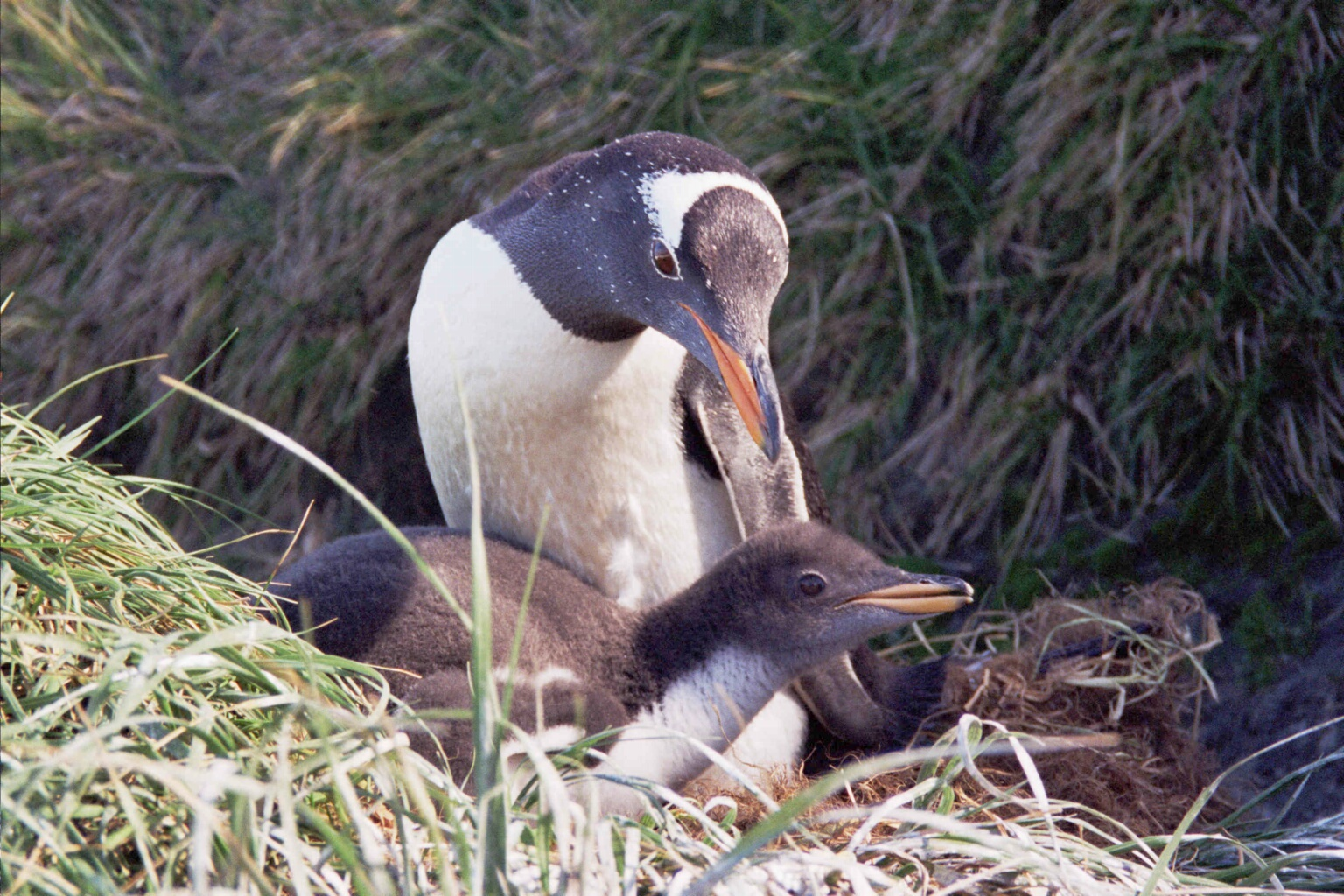
Eselspinguin
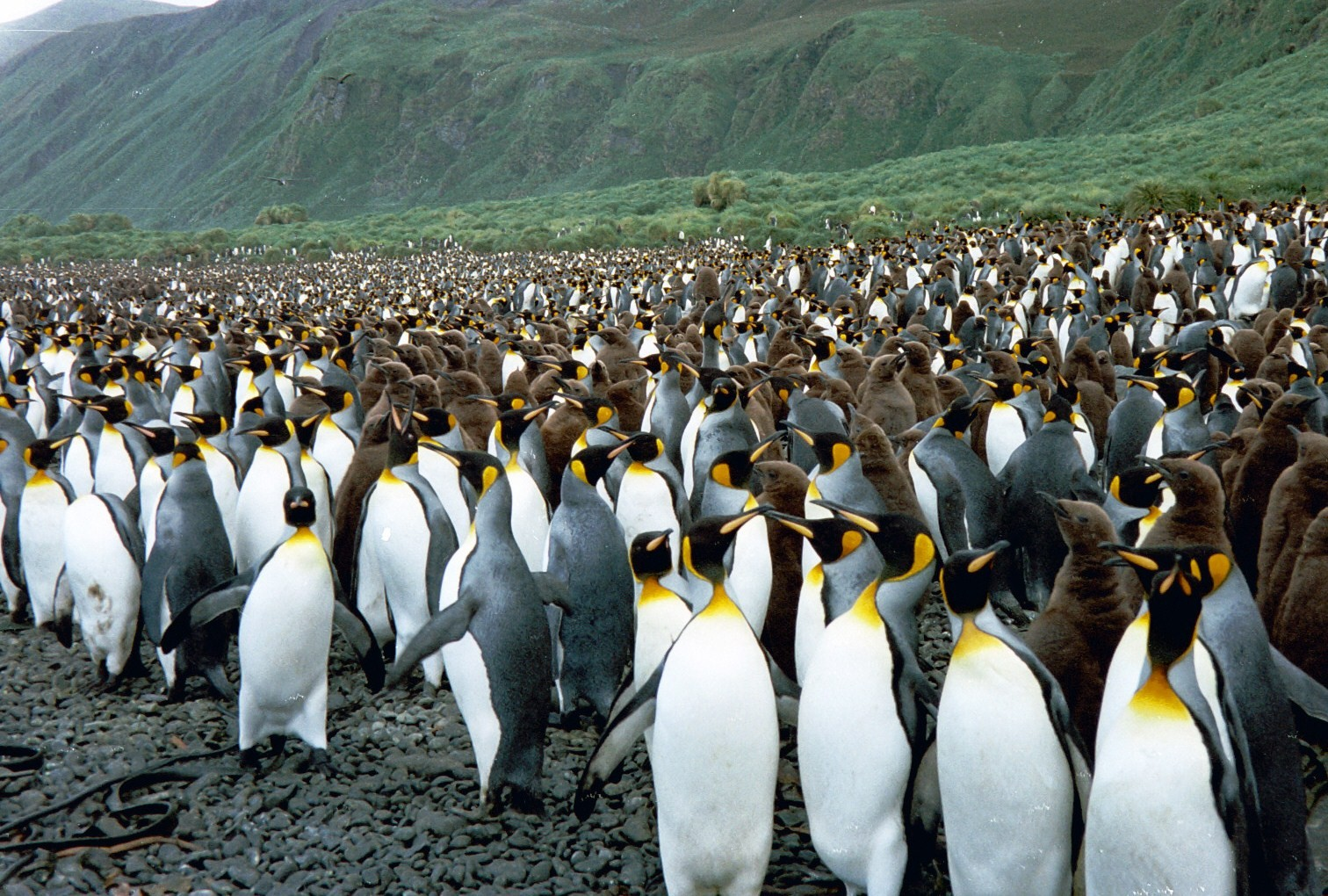
Königspinguin Lusitania Bay
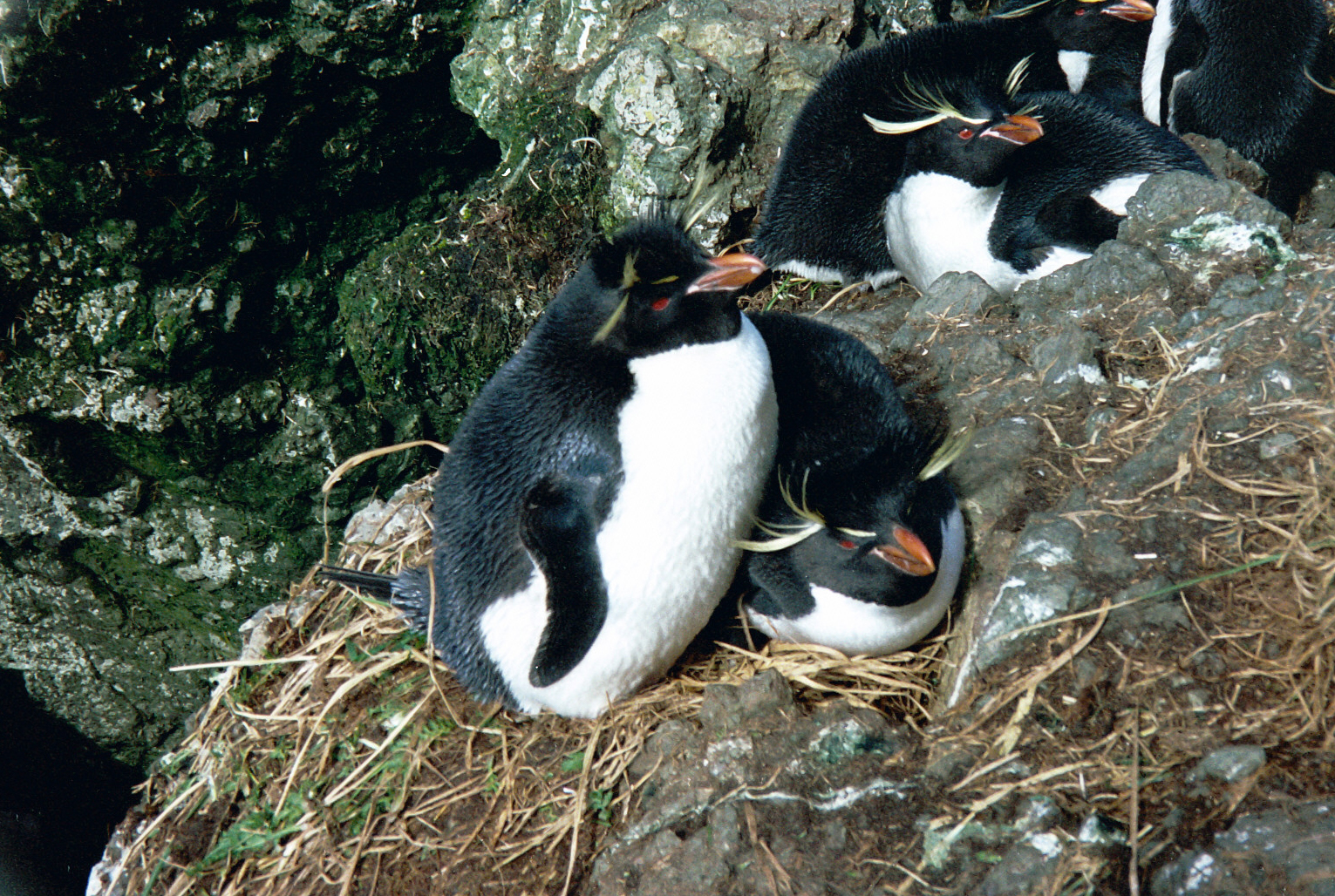
Felsenpinguin
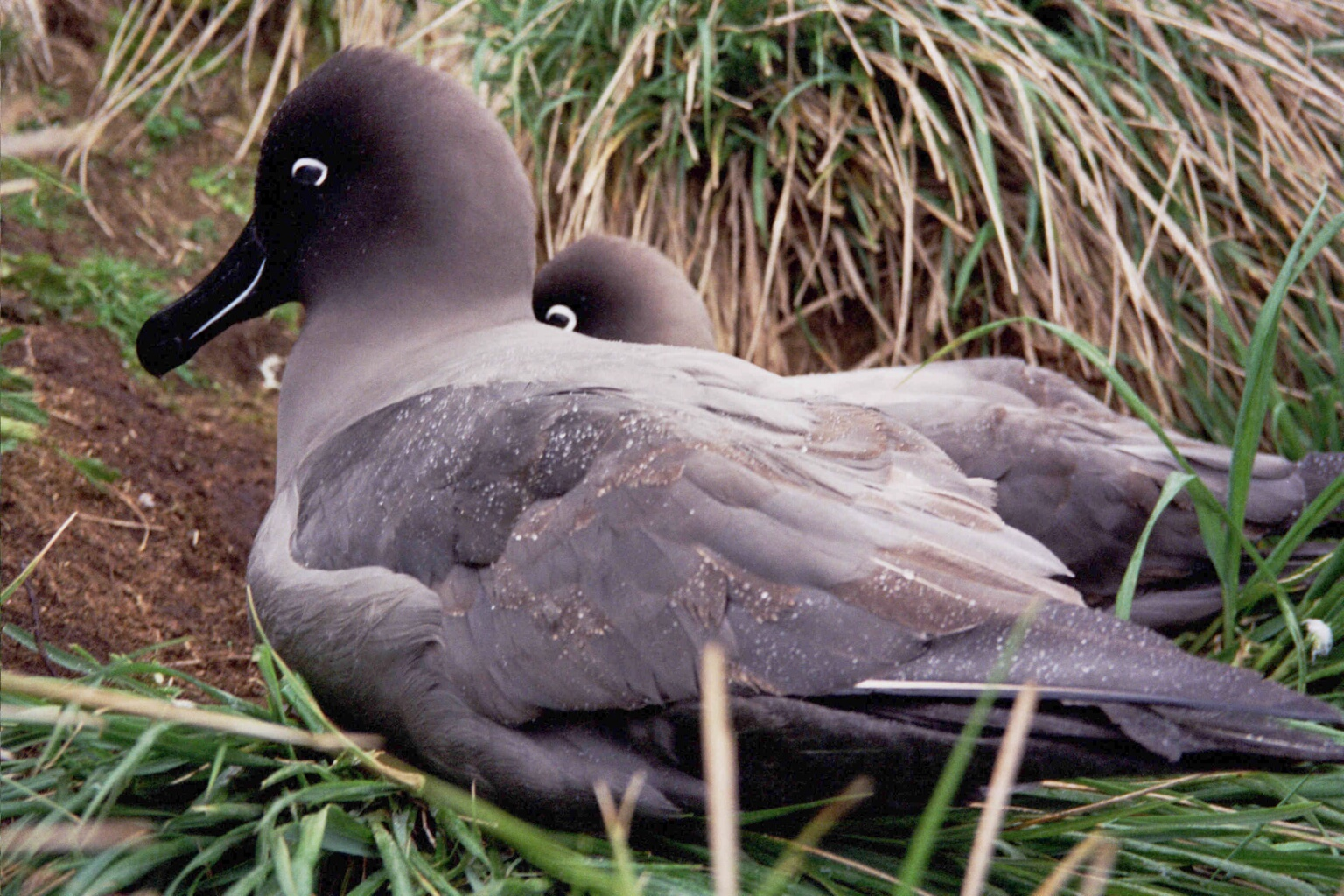
Dunkelalbatros
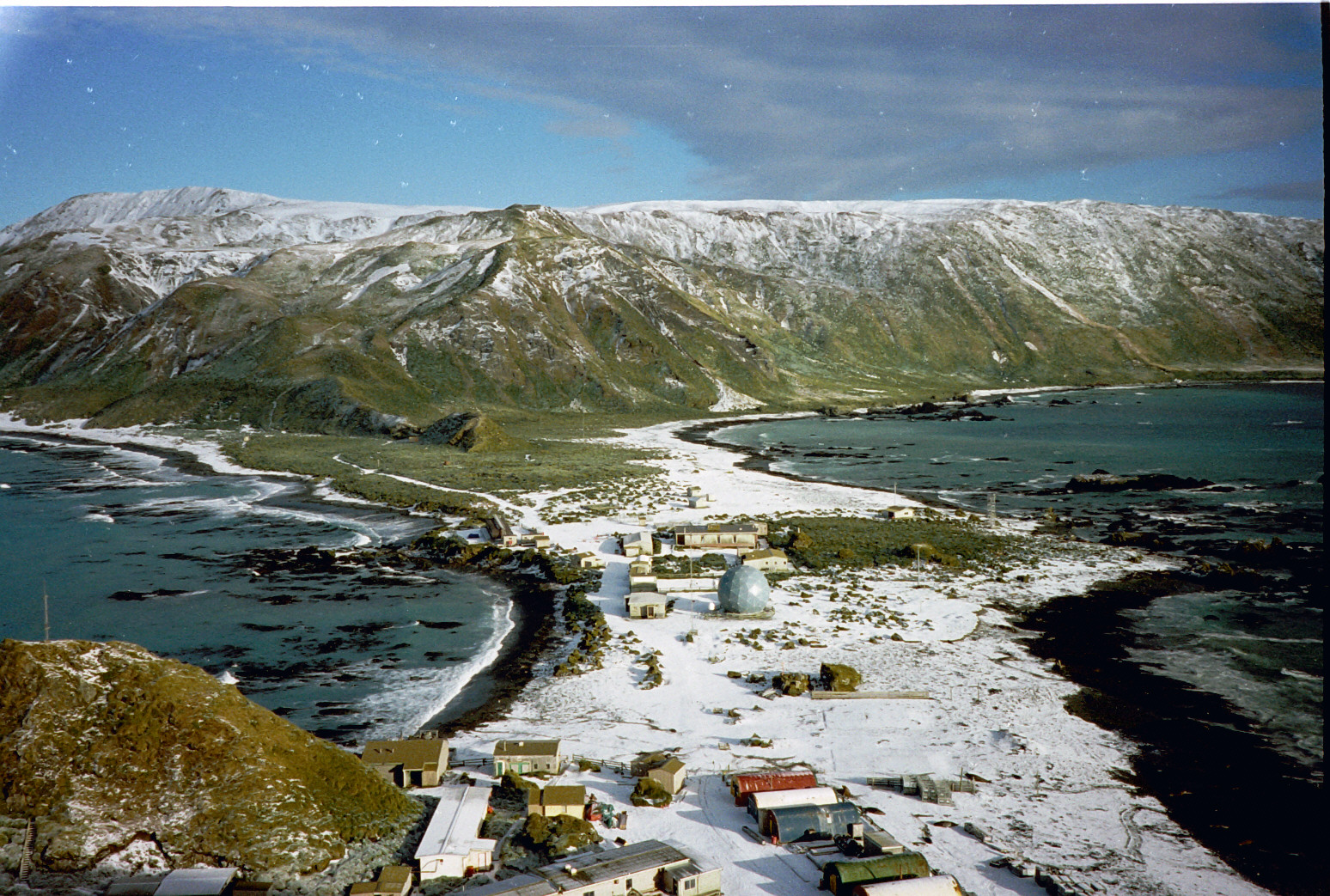
Macquarie-Station
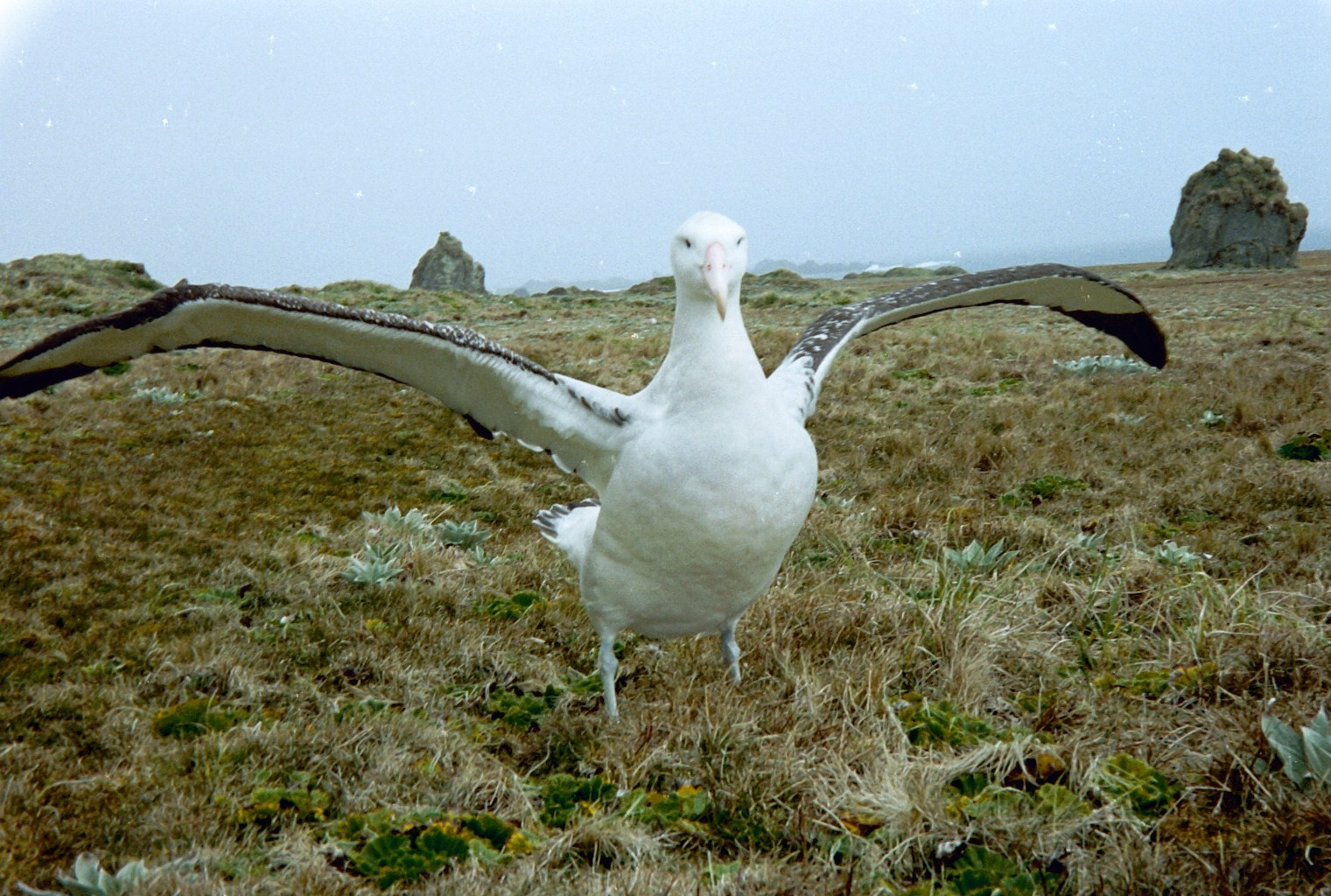
Wanderalbatros
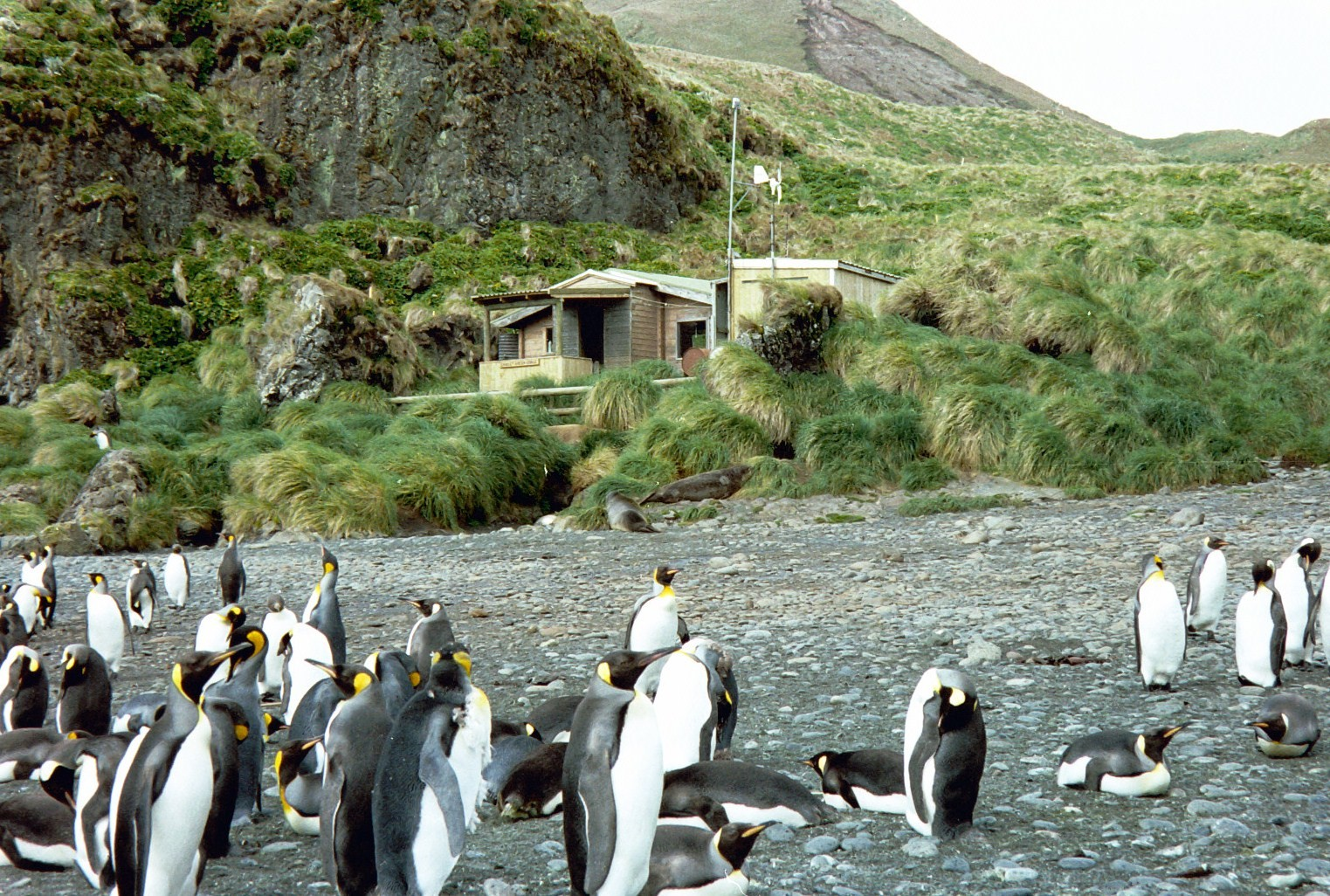
Green Gorge Hut, Hütte des Australischen Antarktisamtes